# Tell al-Obeid
Tell al-Obeid of Tell al-Ubaid (Arabisch: العبيد), het oude Nūtur  is een lage, relatief kleine tell of nederzettingsheuvel ten westen van Ur in het gouvernement Dhi Qar in Irak.
De archeologische vindplaats heeft zijn naam aan de Obeidcultuur gegeven. De tell werd voornamelijk tijdens de Obeidperiode bewoond, maar op de top van de heuvel is ook een tempel uit de Vroeg-dynastieke Periode opgegraven. De site werd voor het eerst in 1919 opgegraven door Henry Hall voor het British Museum. Leonard Woolley groef erop in 1923 en 1924. Seton Lloyd en Pinhas Delougaz groeven op de site in 1937.

## Vroeg-dynastiek
In de twee opgravingen van 1919 en 1923-24 brachten Hall en Woolley een terrastempel aan het licht uit de tijd van ED IIIb gewijd aan de godin Ninḫursag̃ak. Dalougaz toonde in 1937 aan dat de tempel in een ovale omheining stond. Er zijn een viertal inscripties gevonden op een gouden kraal, een koperen stier, een stichtingstablet en een vaasscherf. De eerste drie verwijzen naar koning Ayaʼanepadda van Ur. De vierde is onduidelijk.